# Турщина
Турщина (укр. Турщина, до 2024 года — Червоная Дубина) — село в Хмельницком районе Хмельницкой области Украины.
Население по переписи 2001 года составляло 240 человек. Почтовый индекс — 30625. Телефонный код — 3844. Занимает площадь 1,103 км². Код КОАТУУ — 6824786203.
В селе родился Ефим Пархомчук — Герой Советского Союза, участник «десанта Ольшанского».

## Местный совет
30625, Хмельницкая обл., Теофипольский р-н, с. Туровка